# Somalias historia
Somalias historia behandlar historien för det område som idag är den afrikanska staten Somalia.

## Tidig historia
Somalia har de senaste 2500 åren varit bebott av många olika etniska grupper, varav majoriteten har varit somalier. Från 100-talet e.Kr. handlade många hamnar, bland annat Hafun och Mosylon-Bandar Gori, med romerska, grekiska, indiska och arabiska sjöfarare. 
Nordvästra Somalia var inlemmat i riket Aksum från ungefär 300-talet till 700-talet e.Kr. Efter 700-talet e.Kr. växte islam inom Somalia, speciellt efter grundandet av Mogadishu 900. Mogadishu blev swahilikulturens kulturella och religiösa huvudort. Mellan 1200 och 1500 uppkom många olika små somaliska stadsstater och kungadömen längs med kusten, medan nomadiserande pastoralism var den viktigaste näringen i inlandet. Trots att somalierna hade en kulturell samhörighet baserad på den nomadiska traditionen och islam förenades de aldrig under en gemensam politisk auktoritet.

## Kolonialismen

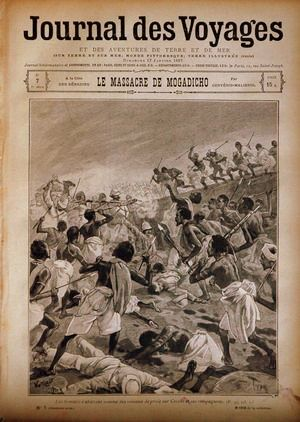
Tidskriftsomslag från 1887 visar ett slag mellan italienska kolonisatörer och somalier i Mogadishu.

Somalia ligger på Afrikas horn och är därmed den bästa och närmaste sjövägen till Indien. Under 1800-talet uppmärksammas Afrikas Horns (Somalias) enda tillgång av engelsmännen, dess strategiska läge vid Adenviken. De hade etablerat en flottbas i Aden (Jemen), inte minst som skydd för trafiken genom Suezkanalen till Indien. Så kom det sig att de på 1880-talet upprättade ett brittiskt protektorat i nuvarande norra Somalia, Brittiska Somaliland. Italien följer efter och skapar i söder längs Indiska Oceanens kust Italienska Somaliland. 
1887 införlivar Etiopien det tidigare somaliska Ogaden. (Det utgör nu Etiopiens östra del. Området är omstritt, och somalierna har än i dag inte accepterat det som en del av Etiopien.) Mussolinis fascistiska trupper invaderade på 20- och 30-talet Etiopien och satsade hårdare på att kolonisera Etiopien och Italienska Somaliland. Under andra världskriget ockuperade britterna den italienska kolonin. 1950 anförtroddes området åter Italien för en övergångsperiod till 1960 då planerades bli fritt. Även det brittiska protektoratet planerades bli fritt samtidigt.

## Självständighetstiden
Under andra världskriget ockuperades Italienska Somaliland av britterna. Från 1950 anförtroddes området av FN för att förbereda självständighet 1960. 
Republiken Somalia bildades så genom en sammanslagning av Brittiska Somaliland, som blev självständigt från Storbritannien 26 juni 1960, och Italienska Somaliland, som blev självständigt från italiensk administration 1 juli 1960.
Aden Abdullahi Osman valdes av SYL-parlamentariker till Somalias första president i juli 1960; en post som han besatt till 1967.
Abdirashid Sharmarke valdes demokratiskt till Somalias nya president, år 1967. År 1969 mördades han av kommunistiska kuppmän i nordöstra Somalia, som under ledning av generalen Mohammed Siad Barre upplöste nationalförsamlingen, förbjöd andra politiska partier och ställde landet under ledning av ett högsta revolutionsråd. Ledarskapet upprättade starka band med Sovjetunionen. Mot slutet av 1970-talet övergavs dock regimen av Sovjetunionen efter ett somaliskt försök att erövra en somalisk provins (Ogaden) i grannlandet Etiopien.

### Efter diktaturens fall 1991
Allt sedan den långvarige diktatorn Siad Barre störtades 1991 är Somalia ett av världens mest politiskt instabila länder. Ingen regering, eller grupp, har sedan dess haft fullständig kontroll över hela landet. Landet har beskrivits som "laglöst". Samma år som Siad Barres regim gick i graven deklarerade klaner i norr den självständiga Republiken Somaliland, vilken nu inkluderar regionerna Awdal, Woqooyi Galbeed, Togdheer, Sanaag och Sool. Ingen annan stat har erkänt denna republik, men dess existens är stabil. Detta beror främst på en stark regerande klan samt ekonomisk infrastruktur som lämnats kvar sedan Storbritannien, Ryssland och USA hade militära hjälpprogram där.
I december 1992 landsteg USA:s marinkår vid Somalias kust med föresatsen att infånga krigsherren Mohammed Farah Aidid samt att stabilisera situationen i landet, framförallt kring huvudstaden Mogadishu. Mycket kom dock att gå snett i denna aktion, som blev långt besvärligare och blodigare för amerikanerna än de hade räknat med. 1993 inledde FN en tvåårig insats, främst i söder, för att avhjälpa den katastrofala hungersnöden. 1995 drog sig FN tillbaka, efter att ha lidit förluster i människoliv bland sin personal.

### Efter 2000

#### 2000-2005
2000 samlades i Djibouti 400 företrädare från olika somaliska intressegrupper. Då tillsattes ett provisoriskt parlament som benämndes TNA vilket var en förkortning av Transitional National Assembly och en tillfällig nationell övergångsregering som benämndes TNG vilket var en förkortning av Transitional National Government. Abdiqasim Salad valdes till landets president och en provisorisk författning antogs. Denna provisoriska administration stöddes internationellt av framträdande organisationer som FN, OAU och Arabförbundet.
2001 bildades en alternativ regering i Etiopien som motsatte sig TNG, denna regering kallades Somaliska rådet för försoning och återuppbyggnad, med förkortningen SRRC som utläses Somali Reconcilation and Restoration Council.
Vid en konferens i Kenya 2004 kom 42 ledande företrädare för Somalias olika fraktioner överens om att bilda ett klanbaserat parlament och en interimsregering dominerad av milisledare. Ny president blev Abdullahi Yusuf Ahmed som i sin tur utsåg Ali Mohamed Gedi till premiärminister efter kontroverser med parlamentet. Denna administration kännetecknades dock redan från början av så starka inre motsättningar att den provisoriska regeringen inte förrän efter nära ett år kunde etablera sig inne i Somalia, och då inte i huvudstaden Mogadishu, där stödet var svagt, utan i landsortsstaden Baidoa. 
Som en reaktion på många års maktvakuum och otrygghet för civilbefolkningen inrättade islamiska grupper shariadomstolar i delar av landet, främst i huvudstaden Mogadishu, för att återupprätta ordningen med hjälp av islamisk rättsskipning. Till sitt stöd bildade domstolarna egna miliser, som 2006 drev ut krigsherrarna ur Mogadishu och tog kontroll över större delen av södra och centrala Somalia. Det laglösa milisväldet i huvudstaden kollapsade på några månader, trots att krigsherrarna och klanhövdingarna den 18 februari slutit sig samman i en USA-stödd allians. I juni 2006 antog den nya milisen namnet Islamiska domstolarnas högsta råd. Dess främste ledare, schejk Hassan Dahir Aweys som styr fullmäktigeförsamlingen och som ses som en andlig ledare för de islamistiska domstolarna anklagas av USA för samröre med terrornätverket al-Qaida. En annan viktig profil inom Islamiska domstolarnas högsta råd är schejk Sharif Ahmed som leder ett av de verkställande utskotten.

#### 2006-2007

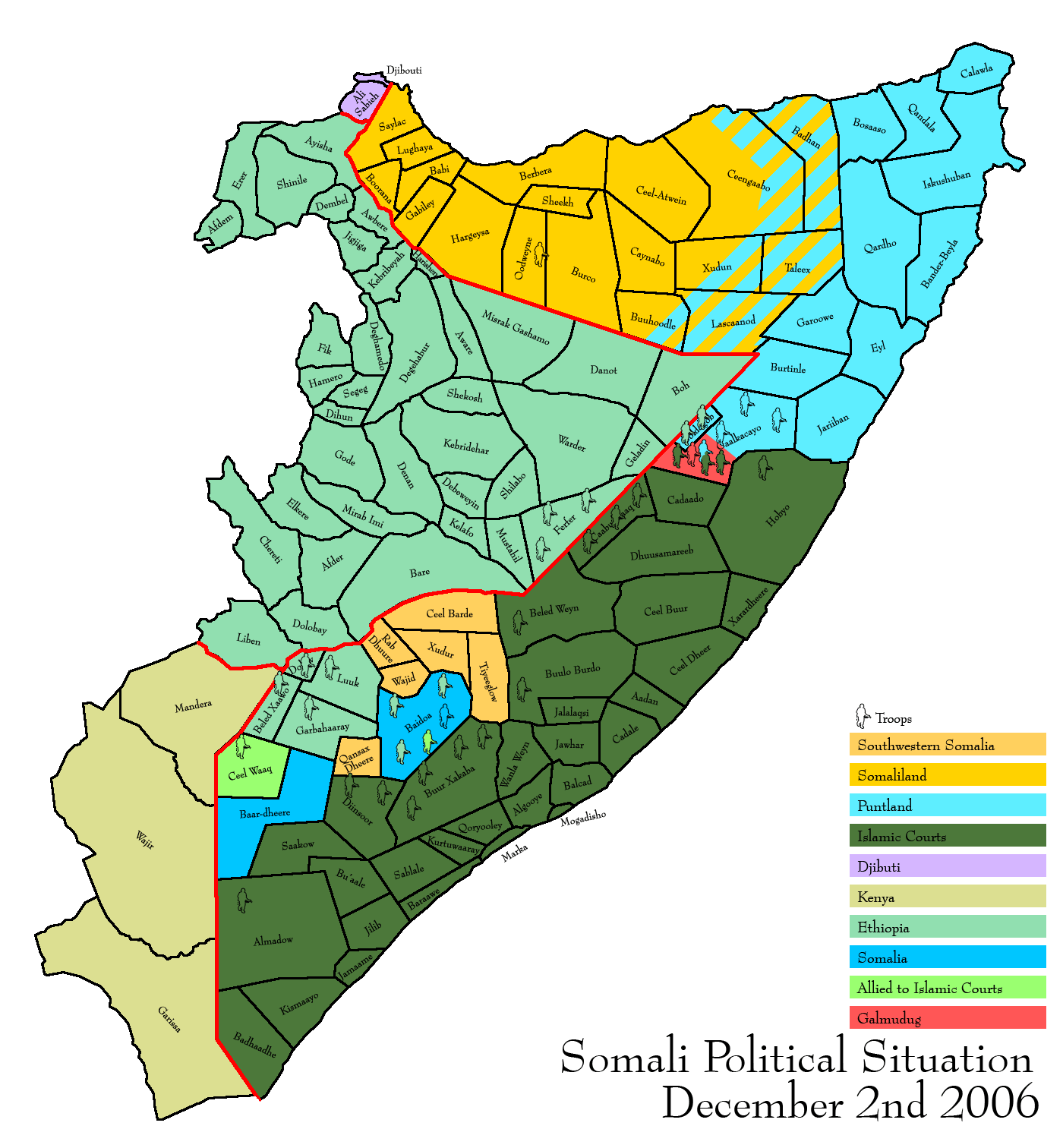
Engelskspråkig karta över situationen i Somalia och intilliggande områden den 2 december 2006.

Etiopien skickade sommaren 2006 in militära styrkor i landet för att stödja övergångsregeringen. Utomstående militära bedömare talar om cirka 15 000 etiopiska soldater. Därtill tros Eritrea ha omkring 2 000 man i landet, vilka understödjer den islamistiska milisen. Den 20 december 2006 utbröt våldsamma strider mellan regeringsstyrkor och milismän kring övergångsregeringens bas i Baidoa, sedan de islamiska domstolarnas ultimatum till Etiopien att dra tillbaka sina styrkor gått ut dagen innan. Striderna eskalerade den 24 december när flyganfall utfördes mot flera platser i Somalia av Etiopiens väpnade styrkor. 
Den 24 december 2006 förklarade Etiopien officiellt krig mot de islamiska domstolarnas råd. På juldagen bombades internationella flygplatsen i Somalias huvudstad Mogadishu och flygplatsen i Baledogle. Även området strax söder om interimsregeringens högkvarter i Baidoa anfölls med artilleri. Samtidigt försökte många människor fly, men regeringen har stängt alla gränser. USA gav den 26 december sitt uttalade stöd till Etiopiens anfall mot Somalia. Natten mot den 27 december samlades FN:s säkerhetsråd i ett blixtinkallat möte om krisen i Somalia. Rådets enda arabiska medlem,  Qatar - ville att man skulle kräva att alla utländska styrkor, inklusive de etiopiska, ska lämna Somalia. De följande dagarna backades detta krav upp av Afrikanska unionen och Arabförbundet. Detta samtidigt som de etiopiska styrkorna avancerade och Somalias islamistiska styrkor drog sig tillbaka från huvudstaden Mogadishu. Den 28 december intogs Mogadishu av etiopiska trupper, tillsammans med övergångsregeringens styrkor , och islamistmilisen flydde huvudstaden. Efter att ha övergett Mogadishu drog sig islamisterna tillbaka till floden Jubbas dalgång, där bland annat städerna Jilib och Kismayo ligger. På nyårsaftonen drevs de även iväg därifrån av etiopiska regeringsstyrkor. 
Den 7 och 9 januari 2007 gjorde USA en flygattack mot landet. Flygplansmodellen som användes var Lockheed AC-130. Dessa är utrustade med automatkanoner som öser ut tusentals skott på mycket kort tid. Mängder av människor har dödats i flygattackerna, som har orsakat internationell kritik, bland annat från FN:s nye generalsekreterare Ban Ki-Moon. Lördagen den 13 januari uppgav interimsregeringens talesman Abdirahman Dinari att islamistmilisens sista fäste, den lilla fiskebyn Ras Kamboni, erövrats. Islamisterna flydde ut i buskagen i väglösa kustområden vid Kenyas gräns. Den 19 januari uppgav de dock att de tagit sig in i Mogadishu för att angripa palatset. På kvällen samma dag utbröt hårda strider kring Somalias presidentpalats. Minst en granat träffade palatset. Afrikanska unionen beslutade då att sända en fredsbevarande styrka om 7 650 man till Somalia.

#### Svältkatastrofen 2011
Under sommaren 2011 har landet, liksom Afrikas horn i sin helhet, drabbats av en omfattande torka och därmed sammanhängande svältkatastrof.